# Paul Barbarin
Adolphe Paul Barbarin (ur. 5 maja 1899 w Nowym Orleanie, zm. 17 lutego 1969 tamże) – amerykański perkusista jazzowy.

## Życiorys
Dorastał w Nowym Orleanie w rodzinie muzyków, w tym jego ojca, trzech braci i siostrzeńca (Danny Barker). Był członkiem zespołów Silver Leaf Orchestra i Young Olympia Band. Przeprowadził się do Chicago w 1917 i pracował z Freddiem Keppardem i Jimmiem Noone’em. W latach 1925–1927 był członkiem zespołu Kinga Olivera. W następnym roku przeniósł się do Nowego Jorku i grał w zespole Luisa Russella przez około cztery lata. Opuścił Russella i pracował jako niezależny muzyk, ale wrócił do zespołu Russella, kiedy wspierał Louisa Armstronga. Przez krótki czas, począwszy od 1942, pracował z sekstetem Reda Allena, Sidneyem Bechetem w 1944 i Art Hodes w 1953. W 1955 założył Onward Brass Band w Nowym Orleanie. Resztę życia spędził jako lider tego zespołu. Zmarł 17 lutego 1969 w wieku 69. lat.